# Frog in Boiling Water
Frog in Boiling Water es el cuarto álbum de estudio de la banda de rock estadounidense DIIV. Fue publicado el 24 de mayo de 2024 a través de Fantasy Records, siendo producido por Chris Coady. El título del álbum fue tomado de una metáfora presente en el libro The Story of B del autor Daniel Quinn.
Otros tópicos explorados incluyen el colapso de la sociedad moderna, el aumento rampante de las IA y las ansiedades.

## Lista de canciones
Todas las canciones escritas y compuestas por Andrew Bailey, Benjamin Newman, Colin Caulfield y Zachary Cole Smith. 
| N.º   | Título                   | Duración |  |
| 1.    | «In Amber»               | 4:08     |  |
| 2.    | «Brown Paper Bag»        | 4:25     |  |
| 3.    | «Raining on Your Pillow» | 3:53     |  |
| 4.    | «Frog in Boiling Water»  | 3:57     |  |
| 5.    | «Everyone Out»           | 4:52     |  |
| 6.    | «Reflected»              | 3:36     |  |
| 7.    | «Somber the Drums»       | 3:58     |  |
| 8.    | «Little Birds»           | 4:21     |  |
| 9.    | «Soul-net»               | 4:24     |  |
| 10.   | «Fender on the Freeway»  | 5:34     |  |
| 43:08 |                          |          |  |

## Créditos y personal
DIIV
- Andrew Bailey – guitarra, programación.
- Ben Newman – batería, programación, sintetizador.
- Colin Caulfield – voces de apoyo, bajo, programación, sintetizador.
- Zachary Cole Smith – voz principal, guitarra, programación, sintetizador.

Apoyo técnico
- Chris Coady – producción, mezcla
- Howie Weinberg – masterización.
- David Tolomei – ingeniería de audio.
- Chaz Sexton – asistencia de ingeniería.

## Posicionamiento en listas
| Listas (2024)              | Mejor posición |
| -------------------------- | -------------- |
| Bélgica (Ultratop Flandes) | 105            |
| Escocia (Scottish Albums)  | 51             |